# Marco
|  | Per a altres significats, vegeu «Marco, la verdad inventada». |

Marco és un dels trenta-quatre districtes que conformen la província de Jauja, situada al departament de Junín en la Serra central del Perú. El districte va ser creat mitjançant Llei N.º 569 del 16 d'octubre de 1907, en el govern del President José Pardo y Barreda. La seva capital és el poble de Marco. Dins de la divisió eclesiàstica de l'Església Catòlica del Perú, pertany a la Vicaria IV de l'Arxidiòcesi de Huancayo

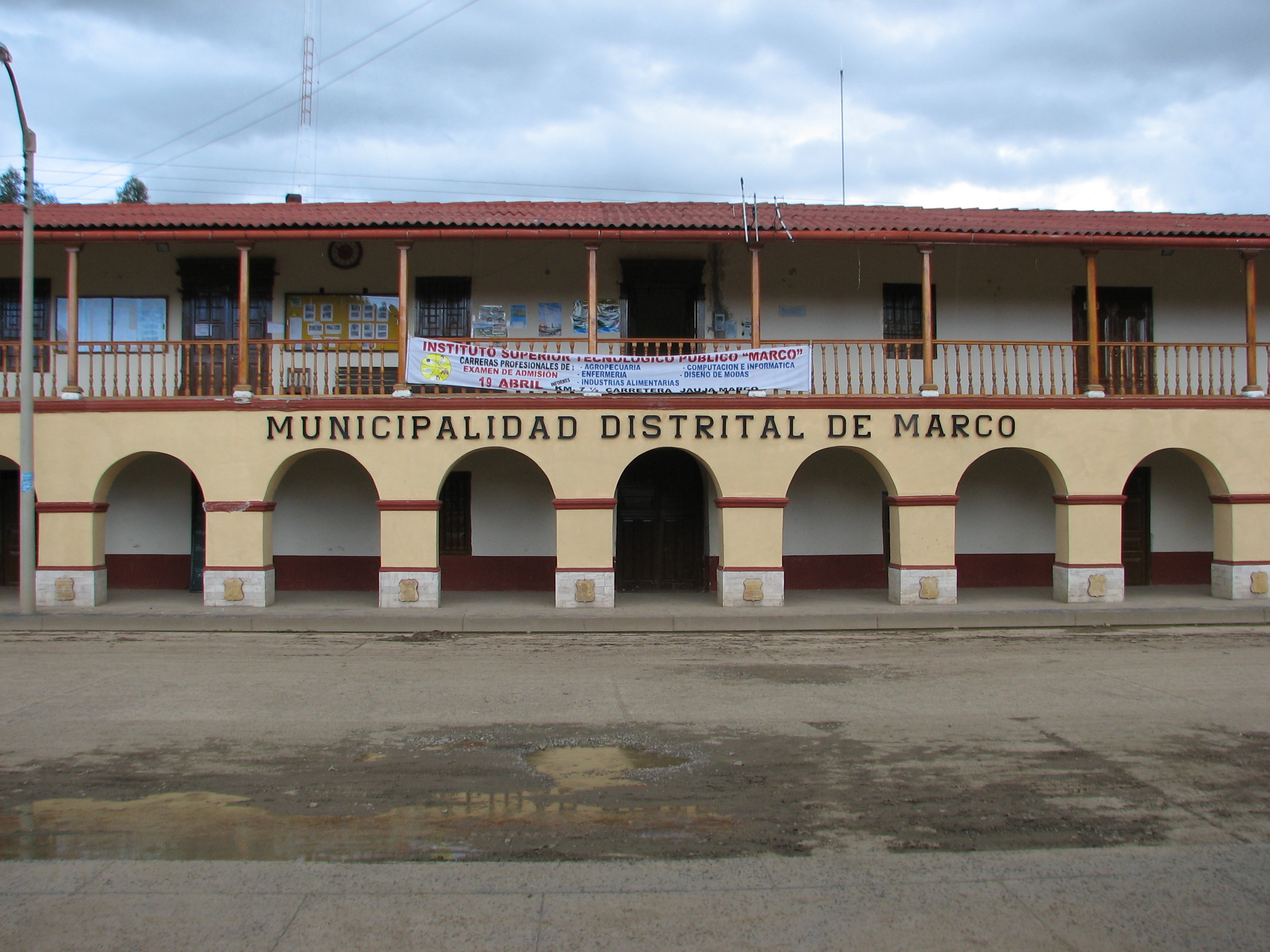
Municipalitat de Marco